# Sächsisch-Thüringisches Schweres Warmblut
Das Sächsisch-Thüringisches Schweres Warmblut (STSW) ist eine Pferderasse aus den Zuchtgebieten Sachsen und Thüringen.
Diese Rasse, die nicht mit dem ebenfalls gezüchteten Sächsisch-Thüringischen Kaltblut zu verwechseln ist, wird oft lediglich als Schweres Warmblut bezeichnet. Das Sächsisch-Thüringische Schwere Warmblut ist der häufigste Vertreter des Typs des Schweren Warmbluts in Deutschland.
Hintergrundinformationen zur Pferdebewertung und -zucht finden sich unter: Exterieur, Interieur und Pferdezucht.

## Exterieur
Das Stockmaß des Sächsisch-Thüringischen Schweren Warmbluts beträgt 157–165 cm. Als Fellfarben kommen Rappen, Braune, Füchse, Schimmel vor, statistisch am häufigsten allerdings eher Braune, Dunkelbraune und Rappen. Übermäßige weiße Abzeichen sind unerwünscht. Sie weisen einen ausdrucksvollen und markanten Kopf auf einem mittellangen Hals auf. Dieser ist gut bemuskelt und aufgesetzt. Sie weisen am Körper lange, schräge Schulter und einen gut ausgebildeten Widerrist auf. Lendenpartie und Kruppe sind ebenfalls gut bemuskelt, die Kruppe ist zudem leicht geneigt.

## Interieur
Sächsisch-Thüringische Schwere Warmblüter sind ausdauernde, lernfähige und zuverlässige Pferde. Sie eignen sich dank ihrer sehr guten Fahreignung vor allem als Kutschpferd im Fahrsport. So gewannen Vertreter dieser Pferderasse u. a. 2004 die Deutschen Meisterschaften der Zweispänner. Auch die Gespanne auf dem zweiten, dem vierten sowie zwei weiteren Plätzen unter den ersten Zehn bestanden aus Schweren Warmblütern.

## Zuchtgeschichte

Brandzeichen Zuchtbezirk Thüringen

Sächsisch-Thüringische Schwere Warmblüter gehen von der Zucht her auf oldenburgisch-ostfriesische Grundlagen zurück.
Früher wurde das Thüringische oder schwere Warmblut vor allem im Zuchtgebiet Thüringen als warmblütiges Arbeitstier gezüchtet. Einsatzgebiete waren die Landwirtschaft und das Fuhrgewerbe. Die Armee nutzte den schweren Warmbluttyp bevorzugt als Trosspferde und für die bespannte Artillerie.
Allerdings war diese Rasse in den 1960er und 1970er Jahren fast ausgestorben, da zu dieser Zeit die Zuchtbemühungen mit Schaffung des Edlen Warmblut in Richtung Reit- und Sportpferd gingen. Die Reinzucht des Schweren Warmblutes wurde sogar kurzzeitig durch staatliche Stellen verboten. 1971 endete die Zucht des Thüringer oder schweren Warmbluts mangels Nachfrage. Engagierte Züchter fütterten die Althengste durch, bis 1977 mit 10 verbliebenen Hengsten die Zucht wiederaufgenommen wurde. Seit den 80er Jahren wurde die Zucht der Pferderasse aber wieder aufgenommen und sogar intensiviert. 1981 fand die erste Hengstkörung nach der Zuchtpause statt. Mittlerweile kooperieren die benachbarten Zuchtgebiete Thüringen und Sachsen so eng miteinander, dass die jeweiligen Warmblutzuchtlinien zu besagtem Sächsisch-Thüringischem Schwerem Warmblut zusammengelegt wurden und ein gemeinsames Zuchtprogramm besteht. Gekörte Hengste aus beiden Zuchtgebieten stehen dem jeweiligen anderen Zuchtgebiet zur Verfügung.
Beide Zuchtgebiete sind auch als gemeinsamer Pferdezuchtverband Sachsen-Thüringen aktiv. Von dem Sächsisch-thüringischen Schweren Warmblut gab es 2005 1140, im Hauptstutbuch eingetragene weibliche Tiere. Hengste gibt es ca. 40 (Privat- und Landbeschäler zusammen). Lokaler Züchtungsschwerpunkt ist das Landgestüt Moritzburg. 
Neben dem Sächsisch-Thüringischen Schweren Warmblut gibt es in Deutschland noch drei weitere Zuchtprogramme für Schwere Warmblüter.  In Baden-Württemberg gibt es ein Zuchtprogramm für Altwürttemberger, das vom Haupt- und Landgestüt Marbach  mitgetragen wird. In Niedersachsen gibt es einen Verband, der das kleine Zuchtbuch für das Ostfriesisch-Altoldenburgische Schwere Warmblut führt. Auch das seltene Rottaler Pferd entspricht dem Typ eines schweren Warmbluts.
Ansonsten spielt die Zucht Schwerer Warmblüter außerhalb Sachsen und Thüringens nur in Dänemark, den Niederlanden (Groninger) und Polen (Schlesier oder Slaski) eine Rolle. Sachsen-Thüringen kann mittlerweile sowohl wegen der Anzahl der Zuchttiere als auch wegen des hohen züchterischen Niveaus der Population als Hauptzuchtgebiet des Schweren Warmblutes gelten.

### Gefährdung der Rasse
Bei der Zentralen Dokumentationsstelle für Tiergenetische Ressourcen in Deutschland (TGRDEU) gilt die Rasse als gefährdet (Effektiver Populationsgrößenwert Ne bei 231,6) und fällt dort unter die Kategorie „Erhaltungspopulation“. Nach der Einteilung „Risk-Status“ der FAO gilt die Rasse als gefährdet. Die Bundesländer Sachsen-Anhalt und Thüringen erhalten zur Erhaltung der Pferderasse eigens Fördermittel. Das Landgestüt Moritzburg stellt Züchtern Hengste zur Verfügung und trägt so zum Erhalt der der Rasse Sächsisch-Thüringisches Schweres Warmblut bei.